# Leptopelis anebos
Leptopelis anebos es una especie de anfibio anuro de la familia Arthroleptidae.

## Distribución geográfica
Esta especie es endémica de Kivu del Sur en la República Democrática del Congo. Se encuentra en Tumungu y Bilimba entre los 1897 y 2227 m sobre el nivel del mar en las montañas de Itombwe.

## Publicación original
- Portillo & Greenbaum, 2014: At the edge of a species boundary: A new and relatively young species of Leptopelis (Anura: Arthroleptidae) from the Itombwe Plateau, Democratic Republic of the Congo. Herpetologica, vol. 70, p. 100–119.[4]